# 브리엔츠 로트호른 철도
브리엔츠 로트호른 철도(독일어: Brienz Rothorn Bahn, 약어 : BRB)는 스위스의 브리엔츠에서 브리엔츠 로트호른산 정상에 오르는 랙식의 산악 철도이다. 운행 시기는 매년 5월 중순부터 10월 하순에만 운행된다. 철도 길이는 7.6km이며, 800mm 궤간이며, Abt 이중 라멜라 랙 시스템을 가진다. 스위스에서는 이례적으로 노선이 전철화되지 않고, 대부분의 열차가 증기기관차로 구성되어 있다.
브리엔츠 로트호른 철도는 해발 2,244m 높이에 도달하며, 이것은 스위스에서 네 번째로 높은 철도이다.

## 역사
브리엔츠-로트호른 철도(이하 BRB)는 1892년 6월 17일에 개통되었다. 이 시점은 건설이 완료된 지 2년 후였지만, 재정적 어려움으로 인해 개통을 앞당기지는 못했다. 이 철도는 연간 25,000명을 운송하도록 만들어졌지만, 첫해에는 5,000명밖에 이용하지 않았다. 여행자는 오히려 1895년에 개통한 쉬니게 플라테 철도와 1898년에 개통한 융프라우 철도를 선호했다.
BRB은 1914년 8월에 제1차 세계대전으로 인해 운행을 쉬었고, 전쟁이 끝난 시점에서도 재개되지 않았다. 대규모 개보수가 이루어졌고, 1918년부터는 중간에 있는 플랜 알프에서 소량의 목재 수송이 개시되었다. 차량은 1924년부터 1925년에 걸쳐 시니게 플라테 철도에 대여되어 유지보수 비용 충당에 이용되었다.
노선은 최종적으로 1931년 6월 13일에 재개되어 17년 만에 열차가 산 정상에 도달했다. 유지 보수가 계속되었기 때문에 철도는 양호한 상태를 유지했다. 다른 스위스의 등반 철도와 달리 BRB는 전기화되어 있지 않고, 그것이 오히려 이 철도를 스위스에서 몇 안 되는 (1953년부터 1990년까지는 유일한) 증기기관차로 추진되는 철도로서의 매력을 부여했다.

## 선로와 노선
BRB는 길이 7.5km, 최대 경사 25‰이고, 5개의 터널을 통과한다. 궤간은 800mm이며, 전선은 압토식의 랙 레일을 이용한 랙식 철도이다. 노선은 해발 566m의 브리엔츠역의 첸트랄반(구 스위스 국철 브뤼닉선)의 역 반대편에서 출발한다. 브뤼닉선의 개통은 1916년으로, 그 이전의 여행자들은 주로 보트로 브리엔츠역에 접근했다. 지금도 인터라켄에서 BLS AG가 운영하는 여러 편의 선편이 있다.
노선은 단선으로, 3곳의 교차 시설을 가진다. 최초의 교차 설비는 해발 1019m의 겔트리트 신호장(Geldried)이며, 두 번째 교차 설비는 해발 1,341m의 플란알프역(Planalp)에 위치하며 구식 증기기관차는 여기서 멈추어 급수를 진행한다. 세 번째 교차 설비는 오버슈타펠 신호장 (Oberstafel)으로 해발은 1,819m에 있다. 노선의 종점은 로트호른산의 정상 바로 아래에 위치한 해발 2,244m에 위치한 로트호른 쿨름역(Rothorn Kulm)이다. 로트호른 쿨룸역 바로 가까이에 산악 호텔이 있으며, 여기에서 숙박도 할 수 있다.
|  |  |  |  |  |

## 차량
BRB에서 사용되고 있는 증기기관차(19세기 말에 제조)는 경사를 대비해 독특하게 앞으로 기운 형상을 띠고 있으며, 객차 뒤로 연결해 운용된다.
현재는 디젤기관차도 병용되고 있으며, 특히 첫 열차와 마지막 열차는 증기기관차를 사용하지 않는 경우가 많다. 또한 승객이 많을 때, 속행 운전 시에는 디젤기관 견인 열차가 혼합되는 경우가 있다.
- 브리엔츠 로트호른 철도 H2/3 1-5형 증기 기관차
- 브리엔츠 로트호른 철도 H2/3 6-7형 증기 기관차
- 브리엔츠 로트호른 철도 Hm2/2 8-11형 디젤 기관차
- 브리엔츠 로트호른 철도 H2/3 12...16형 증기 기관차

| 브리엔츠 로트호른 철도 차량 | 브리엔츠 로트호른 철도 차량 | 브리엔츠 로트호른 철도 차량 | 브리엔츠 로트호른 철도 차량 | 브리엔츠 로트호른 철도 차량 | 브리엔츠 로트호른 철도 차량                                                                      | 브리엔츠 로트호른 철도 차량 |
| BRB 번호.                   | 제조사                      | 작업번호                    | 제작년도                    | 유형                        | 비고                                                                                             |                             |
| --------------------------- | --------------------------- | --------------------------- | --------------------------- | --------------------------- | ------------------------------------------------------------------------------------------------ | --------------------------- |
| 1 (I)                       | SLM                         | 688                         | 1891                        | 증기                        | 1961 폐기                                                                                        |                             |
| 1 (II)                      | SLM                         | 693                         | 1892                        | 증기                        | Ex-MGR, 1962 1892-1941은 Monte Generoso 7                                                        |                             |
| 2                           | SLM                         | 689                         | 1891                        | 증기                        |                                                                                                  |                             |
| 3                           | SLM                         | 719                         | 1892                        | 증기                        | 1993년 이후 운행 중단. 2005년 철거해서 보윌의 Steck 구내에서 전시, 현재는 브리엔츠로 반환해 보관 |                             |
| 4                           | SLM                         | 720                         | 1892                        | 증기                        | 1993년 이후 운행 중단                                                                            |                             |
| 5                           | SLM                         | 690                         | 1891                        | 증기                        | Ex WAB1 1912                                                                                     |                             |
| 6                           | SLM                         | 3567                        | 1933                        | 증기 — Geared               |                                                                                                  |                             |
| 7                           | SLM                         | 3611                        | 1936                        | 증기 — Geared               |                                                                                                  |                             |
| 8                           | Reggazoni-Buhler-캐터필러   |                             | 1973                        | 디젤유압                    | Prototype Class Hm2/2. 1995년 MGR에 매각                                                         |                             |
| 9                           | Steck                       | -                           | 1976                        | 디젤유압                    | Class Hm2/2                                                                                      |                             |
| 10                          | Steck                       | -                           | 1976                        | 디젤유압                    | Class Hm2/2                                                                                      |                             |
| 11                          | Steck                       | -                           | 1986                        | 디젤유압                    | Class Hm2/2                                                                                      |                             |
| 12                          | SLM                         | 5456                        | 1992                        | 증기                        |                                                                                                  |                             |
| 14                          | SLM                         | 5689                        | 1996                        | 증기                        |                                                                                                  |                             |
| 15                          | SLM                         | 5690                        | 1996                        | 증기                        |                                                                                                  |                             |
| 16                          | SLM                         | 5457                        | 1992                        | 증기                        | Ex-MGR 1, 2005                                                                                   |                             |

| 브리엔츠 로트호른 철도의 코칭 스톡 | 브리엔츠 로트호른 철도의 코칭 스톡 | 브리엔츠 로트호른 철도의 코칭 스톡 | 브리엔츠 로트호른 철도의 코칭 스톡 | 브리엔츠 로트호른 철도의 코칭 스톡 | 브리엔츠 로트호른 철도의 코칭 스톡 |
| BRB 번호.                          | 제조사                             | 제작일                             | No. 휠 (대차)                      | 좌석                               | 비고                               |
| ---------------------------------- | ---------------------------------- | ---------------------------------- | ---------------------------------- | ---------------------------------- | ---------------------------------- |
| B1                                 |                                    | 1892                               | 8 (2 x 2 차축대차)                 | 40                                 |                                    |
| B3                                 |                                    | 1972                               | 8 (2 x 2 차축대차)                 | 56                                 | 아치형 지붕                        |
| B4                                 |                                    | 1972                               | 8 (2 x 2 차축대차)                 | 56                                 | 아치형 지붕                        |
| B5                                 |                                    | 1972                               | 8 (2 x 2 차축대차)                 | 56                                 | 아치형 지붕                        |
| B6                                 |                                    | 1972                               | 8 (2 x 2 차축대차)                 | 56                                 | 아치형 지붕                        |
| B7                                 |                                    | 1972                               | 8 (2 x 2 차축대차)                 | 56                                 | 아치형 지붕                        |
| B8                                 |                                    | 1972                               | 8 (2 x 2 차축대차)                 | 56                                 | 아치형 지붕                        |
| B9                                 |                                    | 1972                               | 8 (2 x 2 차축대차)                 | 56                                 | 아치형 지붕                        |
| B11                                |                                    | 1892                               | 8 (2 x 2 차축대차)                 | 48                                 |                                    |
| B12                                |                                    | 1892                               | 8 (2 x 2 차축대차)                 | 48                                 |                                    |
| B14                                |                                    | 1987                               | 8 (2 x 2 차축대차)                 | 60                                 | 경량                               |
| B15                                |                                    | 1987                               | 8 (2 x 2 차축대차)                 | 60                                 | 경량                               |
| B16                                |                                    | 1933                               | 8 (2 x 2 차축대차)                 | 48                                 |                                    |
| B21                                |                                    | 1892                               | 4                                  | 28                                 | 반개방                             |
| B26                                |                                    | 1933                               | 4                                  | 32                                 |                                    |
| B27                                |                                    | 1933                               | 6                                  | 40                                 | "비스트로바겐"                     |

## 운행시간표

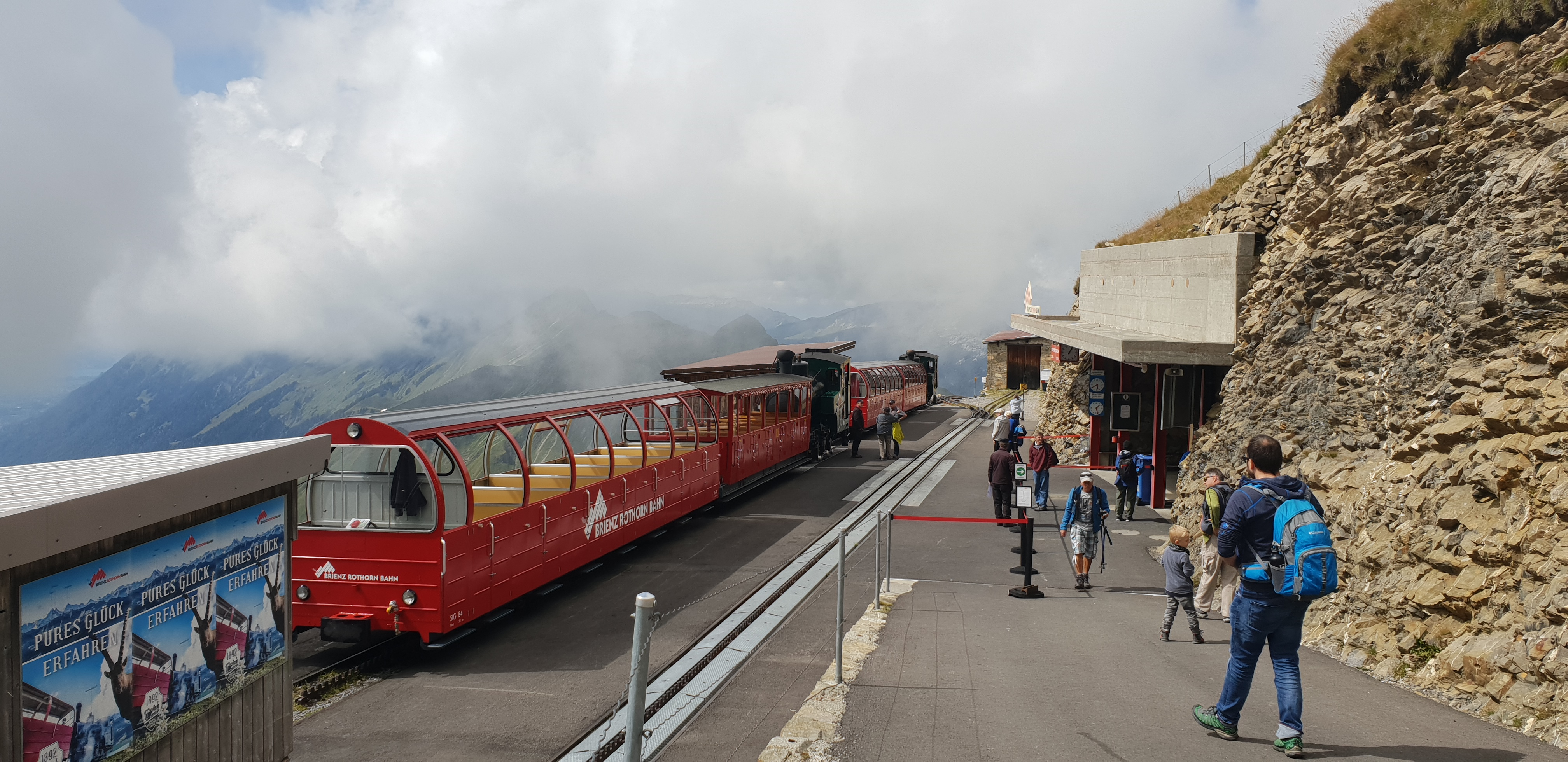
정상역에서 탑승을 준비하는 승객들

브리엔츠 로트호른 철도는 2016년 6월 4일부터 10월 23일까지 주 7일 동안 로트호른까지 운행되었다. 모든 운행편이 증기 동력이 되도록 하려고 노력했다.
| 브리엔츠 BRB | 07:30* | 08:36 | 09:40 | 10:45 | 11:45 | 12:58 | 13:58 | 14:58 | 16:36 |
| 플란알프     | 07:56* | 09:03 | 10:07 | 11:12 | 12:15 | 13:27 | 14:27 | 15:27 | 17:03 |
| 로트호른     | 08:25* | 09:31 | 10:35 | 11:43 | 12:45 | 13:57 | 14:57 | 15:57 | 17:31 |

| 로트호른     | 08:30* | 09:38 | 11:15 | 12:20 | 13:28 | 14:28 | 15:28 | 16:28 | 17:40 |
| 플란알프     | 09:02* | 10:10 | 11:50 | 12:58 | 14:02 | 15:02 | 16:02 | 17:02 | 18:12 |
| 브리엔츠 BRB | 09:30* | 10:38 | 12:20 | 13:30 | 14:32 | 15:32 | 16:32 | 17:32 | 18:40 |